# Scinax luizotavioi
Scinax luizotavioi es una especie de anfibios de la familia Hylidae. Es endémica de Brasil.
Sus hábitats naturales incluyen bosques tropicales o subtropicales secos y a baja altitud, montanos secos, sabanas secas, zonas de arbustos, praderas a baja altitud, subtropical or tropical high-altitude grassland, ríos, marismas de agua dulce, corrientes intermitentes de agua, pastos, jardines rurales, estanques, canales y diques. Está amenazada de extinción por la destrucción de su hábitat natural.